# Virgílio Clímaco Damásio
Virgílio Clímaco Damásio (Itaparica, 21 de janeiro de 1838 — Salvador, 21 de novembro de 1913), foi um médico e político brasileiro. 
Foi governador da Bahia em duas ocasiões.

## Biografia
Nasceu na freguesia de Itaparica, filho de Francisco Borja Damásio e Maria Amália Clímaco de Sousa. Cursou medicina na Faculdade de Medicina da Bahia, formando-se no ano de 1859.
Em 1866, integrou  o grupo de fundadores da Gazeta Médica da Bahia,  que era composto pelos médicos estrangeiros John Paterson, José Francisco de Silva Lima e Otto Wucherer, e pelos médicos baianos  Januário de Faria e  Pires Caldas, bem como pelo então estudante Pacífico Pereira, que adiante se tornaria diretor destra revista. 
Começou a vida política com 28 anos, candidatando-se para a Assembleia Provincial, já defensor da República. Foi vice-presidente do Partido Republicano da Bahia, quando da fundação deste, em 1889. Após seus mandatos como governador, foi senador.
Professor da Faculdade de Medicina da Bahia, integrou as comissões educativas da ampla reforma do ensino, projetada por Manuel Vitorino, cujas propostas, por demais revolucionárias para o conservadorismo vigente, causariam o afastamento do governador.
Foi médico de Rui Barbosa, de quem era primo, e na Fundação Casa de Rui Barbosa encontram-se fatos, imagens e documentos sobre ele.

## Governos da Bahia
No conturbado período que se seguiu à Proclamação da República, viveu a Bahia momentos onde as mudanças do regime pareciam levar ao confronto entre as diversas e confusas correntes que se manifestaram - primeiro contrárias à nova ordem e depois, ante sua inevitabilidade, favoráveis.
Apesar disto, não houve solução de continuidade entre aqueles que mandavam no estado, à época: coube à Assembleia Legislativa, eleita ainda no império, por seu presidente Augusto Guimarães, dar posse ao governo provisório.
Para o cargo máximo do estado havia sido indicado o diretor da escola de medicina, Manuel Vitorino. Entretanto, recusando-se a tomar posse num quartel, o mesmo deixou de assumir o governo, por um período de treze dias - tempo em que o cargo foi ocupado por Virgílio Damásio que, assim, para todos os efeitos, tornou-se o primeiro governador da Bahia no período republicano.
Damásio, junto com outros republicanos, havia festejado a proclamação na tarde de 16 de novembro de 1889, numa concentração defronte ao Forte de São Pedro. À noite, um confronto inusitado ameaçara os republicanos que festejavam: o grupo foi duramente atacado por negros adeptos da monarquia, defensores da Princesa Isabel, integrantes de uma milícia chamada "Guarda Negra"… Com a intervenção policial, a ordem se fez na cidade.
Assumindo finalmente Manuel Victorino, não consegue entretanto manter-se no cargo. Afastado, assume a vaga o marechal Hermes Ernesto da Fonseca - irmão de Deodoro da Fonseca e pai do futuro presidente, Hermes da Fonseca. Já velho e com a saúde frágil, o marechal fica apenas por cinco meses à frente do cargo, que passa para o vice-governador - durante todo este tempo, Virgílio Damásio.
De forma definitiva, portanto, Damásio toma posse a 14 de setembro de 1890 e governa até 15 de novembro do mesmo ano - tempo em que promoveu a reforma do ensino da medicina legal no estado e instituiu a constituinte estadual.